# The Jesus and Mary Chain
The Jesus and Mary Chain ist eine schottische Rockband aus East Kilbride. Die Gruppe bestand von 1984 bis 1999 und ist seit 2007 wieder aktiv. The Jesus and Mary Chain wird zumeist dem Alternative Rock und Noise-Pop zugerechnet und zählt zu den Wegbereitern des Shoegazing. Beeinflusst wurden die Bandgründer Jim und William Reid von der Popmusik der 1960er, Punk-Pionieren wie The Velvet Underground und der Arbeit des Musikproduzenten Phil Spector (Wall of Sound).

## Bandgeschichte
Die Band wurde durch die beiden Brüder Jim (* 1961 in Glasgow) und William Reid (* 1958 in Glasgow) bestimmt. Dazu kam eine häufig wechselnde Besetzung, zu der anfangs der Bassist Douglas Hart und der Primal-Scream-Frontmann Bobby Gillespie gehörten. 1984 fiel die Entscheidung, die Band The Jesus and Mary Chain zu nennen. Das erste Konzert fand am 9. Juni 1984 im Londoner Club The Living Room statt. Obwohl The Jesus and Mary Chain nicht auf der C86-Kompilation – einem Sampler, den die britische Musikzeitschrift New Musical Express in Zusammenarbeit mit dem Label Rough Trade 1986 als Kassette herausbrachte – vertreten war, werden sie im Allgemeinen dieser Richtung, die wegweisend für die Indie-Musik war, zugerechnet.
Bei frühen Konzerten vor kleinem Publikum spielte The Jesus and Mary Chain meist sehr kurze, manchmal nur zehn Minuten dauernde Auftritte, häufig entstellte Coverversionen bekannter Hits, oder sie produzierten eine einzige langanhaltende Geräuschkulisse aus Feedback und Störungen. Dabei standen sie mit dem Rücken zum Publikum und beschimpften oder bespuckten anwesende Journalisten und Fotografen. Viele Auftritte endeten damit, dass die Reid-Brüder ihre Ausrüstung zerschlugen. Diese Auftritte nutzte Alan McGee (der Chef ihres damaligen Plattenlabels Creation Records) dazu, die Band zu promoten und Schlagzeilen in der Musikpresse zu bekommen.
Musikalisch war das Album Psychocandy ein wichtiger Einfluss auf das Entstehen der Shoegaze-Szene, und viele Indie-Bands covern auch heute noch Songs der Gruppe. Bei einem Auftritt in Los Angeles im September 1998 zerstritten sich die Reid-Brüder so sehr, dass William während des Konzerts die Bühne verließ und viele Jahre lang nicht mehr öffentlich mit seinem Bruder auftrat. Ohne William beendete die Band ihre Tournee und löste sich im Oktober 1999 offiziell auf.
2007 reformierte sich die Band und trat im April als Headliner des Coachella Valley Music and Arts Festival auf. In Deutschland spielte sie im August 2007 auf dem M’era Luna Festival. Am 18. März 2008 veröffentlichte die Band ihre erste Studioaufnahme seit 1998, den Song All Things Must Pass auf dem Soundtrack-Album der TV-Sendung Heroes. Am 24. März 2017 veröffentlichte sie das Album Damage and Joy. 
Im Januar 2022 unterschrieb die Band einen Vertrag beim Londoner Label Fuzz Club Records und kündigte ein neues Studioalbum sowie weitere Livealben an. Nach der Vorab-Auskoppelung Jamcod am 29. November 2023 ist das neue Studioalbum Glasgow Eyes am 22. März 2024 erschienen, begleitet von einer Europatournee. Das Album enthält ein Duett mit der Sängerin der Band The Rezillos und ein Duett mit Rachel Conte, der Lebensgefährtin von Jim Reid.

## Diskografie

### Alben
| Jahr | Titel              | Höchstplatzierung, Gesamtwochen, AuszeichnungChartplatzierungen (Jahr, Titel, Platzierungen, Wochen, Auszeichnungen, Anmerkungen) | Höchstplatzierung, Gesamtwochen, AuszeichnungChartplatzierungen (Jahr, Titel, Platzierungen, Wochen, Auszeichnungen, Anmerkungen) | Höchstplatzierung, Gesamtwochen, AuszeichnungChartplatzierungen (Jahr, Titel, Platzierungen, Wochen, Auszeichnungen, Anmerkungen) | Höchstplatzierung, Gesamtwochen, AuszeichnungChartplatzierungen (Jahr, Titel, Platzierungen, Wochen, Auszeichnungen, Anmerkungen) | Höchstplatzierung, Gesamtwochen, AuszeichnungChartplatzierungen (Jahr, Titel, Platzierungen, Wochen, Auszeichnungen, Anmerkungen) | Anmerkungen                                                                 |
| Jahr | Titel              | DE | AT | CH | UK | US | Anmerkungen                                                                 |
| ---- | ------------------ | --- | --- | --- | --- | --- | --------------------------------------------------------------------------- |
| 1985 | Psychocandy        | — | — | — | UK31 Gold · (10 Wo.)UK | US188 (4 Wo.)US | Erstveröffentlichung: 18. November 1985 Produzenten: The Jesus & Mary Chain |
| 1987 | Darklands          | — | — | CH23 (1 Wo.)CH | UK5 Gold · (7 Wo.)UK | US161 (4 Wo.)US | Erstveröffentlichung: 31. August 1987 Produzent: William Reid               |
| 1989 | Automatic          | — | — | — | UK11 Silber · (4 Wo.)UK | US105 (25 Wo.)US | Erstveröffentlichung: 9. Oktober 1989 Produzenten: Jim Reid, William Reid   |
| 1992 | Honeys Dead        | — | — | — | UK14 (5 Wo.)UK | US158 (2 Wo.)US | Erstveröffentlichung: 23. März 1992 Produzenten: Jim Reid, William Reid     |
| 1994 | Stoned & Dethroned | — | — | — | UK13 (3 Wo.)UK | US98 (6 Wo.)US | Erstveröffentlichung: 15. August 1994 Produzenten: Jim Reid, William Reid   |
| 1998 | Munki              | — | — | — | UK47 (1 Wo.)UK | — | Erstveröffentlichung: 1. Juni 1998 Produzenten: The Jesus & Mary Chain      |
| 2017 | Damage and Joy     | DE34 (1 Wo.)DE | AT32 (1 Wo.)AT | CH43 (1 Wo.)CH | UK16 (2 Wo.)UK | — | Erstveröffentlichung: 24. März 2017 Produzent: Youth                        |
| 2024 | Glasgow Eyes       | DE36 (1 Wo.)DE | AT12 (1 Wo.)AT | CH33 (1 Wo.)CH | UK7 (1 Wo.)UK | — | Erstveröffentlichung: 22. März 2024                                         |

Weitere Alben
- 1986: Spin Radio Underground (Promo, 2 LPs)
- 1991: The Peel Sessions (Aufnahme: A-Seite am 3. Februar 1985; B-Seite am 25. November 1986)
- 2003: Live in Concert (Aufnahme: 28. März 1992, Sheffield Arena; 19. April 1995, Trinity Bristol)
- 2015: Barrowlands Live (Aufnahme: November 2014, Glasgow Barrowlands – Psychocandy 30th Anniversary Tour)
- 2023: Sunset 666

### Kompilationen
| Jahr | Titel                                 | Höchstplatzierung, Gesamtwochen, AuszeichnungChartplatzierungen (Jahr, Titel, Platzierungen, Wochen, Auszeichnungen, Anmerkungen) | Höchstplatzierung, Gesamtwochen, AuszeichnungChartplatzierungen (Jahr, Titel, Platzierungen, Wochen, Auszeichnungen, Anmerkungen) | Höchstplatzierung, Gesamtwochen, AuszeichnungChartplatzierungen (Jahr, Titel, Platzierungen, Wochen, Auszeichnungen, Anmerkungen) | Höchstplatzierung, Gesamtwochen, AuszeichnungChartplatzierungen (Jahr, Titel, Platzierungen, Wochen, Auszeichnungen, Anmerkungen) | Höchstplatzierung, Gesamtwochen, AuszeichnungChartplatzierungen (Jahr, Titel, Platzierungen, Wochen, Auszeichnungen, Anmerkungen) | Anmerkungen                                                                          |
| Jahr | Titel                                 | DE | AT | CH | UK | US | Anmerkungen                                                                          |
| ---- | ------------------------------------- | --- | --- | --- | --- | --- | ------------------------------------------------------------------------------------ |
| 1988 | Barbed Wire Kisses (B-Sides and More) | — | — | — | UK9 Gold · (7 Wo.)UK | US192 (3 Wo.)US | Erstveröffentlichung: 18. April 1988 Produzenten: Jim Reid, John Loder, William Reid |
| 1993 | The Sound of Speed                    | — | — | — | UK15 (3 Wo.)UK | — | Erstveröffentlichung: 12. Juli 1993 Produzenten: Jim Reid, William Reid              |

Weitere Kompilationen
- 1992: 7 Years on the Leading Edge / 10 Smash Hits 1985–1992
- 1995: Hate Rock ’n’ Roll
- 2000: The Complete John Peel Sessions
- 2002: 21 Singles (UK: Silber)
- 2008: The Power of Negative Thinking: B-Sides & Rarities (Box mit 4 CDs)
- 2009: Original Album Series (5 CDs)
- 2010: Upside Down (The Best of the Jesus and Mary Chain) (2 CDs)
- 2013: The Vinyl Collection (Box mit 12 LPs)

### Singles
| Jahr | Titel Album                             | Höchstplatzierung, Gesamtwochen, AuszeichnungChartplatzierungen (Jahr, Titel, Album, Platzierungen, Wochen, Auszeichnungen, Anmerkungen) | Höchstplatzierung, Gesamtwochen, AuszeichnungChartplatzierungen (Jahr, Titel, Album, Platzierungen, Wochen, Auszeichnungen, Anmerkungen) | Höchstplatzierung, Gesamtwochen, AuszeichnungChartplatzierungen (Jahr, Titel, Album, Platzierungen, Wochen, Auszeichnungen, Anmerkungen) | Höchstplatzierung, Gesamtwochen, AuszeichnungChartplatzierungen (Jahr, Titel, Album, Platzierungen, Wochen, Auszeichnungen, Anmerkungen) | Höchstplatzierung, Gesamtwochen, AuszeichnungChartplatzierungen (Jahr, Titel, Album, Platzierungen, Wochen, Auszeichnungen, Anmerkungen) | Anmerkungen |
| Jahr | Titel Album                             | DE | AT | CH | UK | US | Anmerkungen |
| ---- | --------------------------------------- | --- | --- | --- | --- | --- | --- |
| 1985 | Never Understand Psychocandy            | — | — | — | UK47 (6 Wo.)UK | — | Erstveröffentlichung: 22. Februar 1985 Aufnahme: Alaska Studios, mit Noel Thompson; vorherige Aufnahme aus den Island Studios mit Stephen Street wegen Nichtgefallen verworfen Autoren: Jim Reid, William Reid |
| 1985 | You Trip Me Up Psychocandy              | — | — | — | UK55 (3 Wo.)UK | — | Erstveröffentlichung: 27. März 1985 Autoren: Jim Reid, William Reid |
| 1985 | Just Like Honey Psychocandy             | — | — | — | UK45 (3 Wo.)UK | — | Erstveröffentlichung: 30. September 1985 Autoren: Jim Reid, William Reid |
| 1986 | Some Candy Talking Psychocandy          | — | — | — | UK13 (5 Wo.)UK | — | Erstveröffentlichung: 14. Juli 1986 Autoren: Jim Reid, William Reid |
| 1987 | April Skies Darklands                   | — | — | — | UK8 (7 Wo.)UK | — | Erstveröffentlichung: 20. April 1987 Autoren: Jim Reid, William Reid |
| 1987 | Happy When It Rains Darklands           | — | — | — | UK25 (5 Wo.)UK | — | Erstveröffentlichung: 3. August 1987 Autoren: Jim Reid, William Reid |
| 1987 | Darklands                               | — | — | — | UK33 (5 Wo.)UK | — | Erstveröffentlichung: 26. Oktobaer 1987 Autoren: Jim Reid, William Reid |
| 1988 | Sidewalking –                           | — | — | — | UK30 (3 Wo.)UK | — | Erstveröffentlichung: 28. März 1988 Autoren: Jim Reid, William Reid |
| 1989 | Blues from a Gun Automatic              | — | — | — | UK32 (2 Wo.)UK | — | Erstveröffentlichung: 11. September 1989 Autoren: Jim Reid, William Reid |
| 1989 | Head On Automatic                       | — | — | — | UK57 (3 Wo.)UK | — | Erstveröffentlichung: 6. November 1989 Autoren: Jim Reid, William Reid |
| 1990 | Rollercoaster (EP) Honey’s Dead         | — | — | — | UK46 (2 Wo.)UK | — | Erstveröffentlichung: 27. August 1990 Autoren: The Jesus and Mary Chain |
| 1992 | Reverence Honey’s Dead                  | — | — | — | UK10 (4 Wo.)UK | — | Erstveröffentlichung: 3. Februar 1992 Autoren: Jim Reid, William Reid |
| 1992 | Far Gone and Out Honey’s Dead           | — | — | — | UK23 (3 Wo.)UK | — | Erstveröffentlichung: 2. März 1992 Autoren: Jim Reid, William Reid |
| 1992 | Almost Gold Honey’s Dead                | — | — | — | UK41 (2 Wo.)UK | — | Erstveröffentlichung: 22. Juni 1992 Autoren: Jim Reid, William Reid |
| 1993 | Sound of Speed (EP) The Sound of Speed  | — | — | — | UK30 (2 Wo.)UK | — | Erstveröffentlichung: 28. Juni 1993 Autoren: Jim Reid, William Reid |
| 1994 | Sometimes Always Stoned & Dethroned     | — | — | — | UK22 (3 Wo.)UK | US96 (2 Wo.)US | Erstveröffentlichung: 18. Juli 1994 Autor: William Reid |
| 1994 | Come On Stoned & Dethroned              | — | — | — | UK52 (2 Wo.)UK | — | Erstveröffentlichung: 10. Oktober 1994 Autor: Jim Reid |
| 1995 | I Hate Rock ’n’ Roll Hate Rock ’n’ Roll | — | — | — | UK61 (2 Wo.)UK | — | Erstveröffentlichung: 18. Mai 1995 Autor: William Reid |
| 1998 | Cracking Up Munki                       | — | — | — | UK35 (2 Wo.)UK | — | Erstveröffentlichung: 6. April 1998 Autor: William Reid |
| 1998 | I Love Rock ’n’ Roll Munki              | — | — | — | UK38 (2 Wo.)UK | — | Erstveröffentlichung: 18. Mai 1998 Autoren: Jim Reid, William Reid |

Weitere Singles
- 1984: Upside Down
- 1985: Riot North London Polytechnic 15/3/85
- 1988: Surfin’ USA – Summer Mix
- 1989: Her Way of Praying
- 1998: ’98 Tour EP
- 1998: Birthday / Hide Myself